# Kati Venäläinen
Kati Venäläinen (née Kati Sundqvist le 15 février 1975 à Noormarkku) est une fondeuse finlandaise.

## Championnats du monde
- Championnats du monde de ski nordique 2001 à Lahti 
  -  Médaille d'argent en sprint

## Coupe du monde
- Meilleur classement final: 20e en 2001.
- 1 podium.